# Ignazio Solaro di Moretta
Ignazio Solaro di Moretta (Torino, 1662 – Torino, 19 marzo 1743) è stato un nobile e diplomatico italiano, al servizio del Ducato di Savoia e del Regno di Sardegna.

## Biografia
Nato a Torino nel 1662, Ignazio Solaro di Moretta era figlio di Carlo Gerolamo, gran maestro dell'artiglieria del duca di Savoia, e di sua moglie, la marchesa Maria Roero di Cortanze. Come il padre, sin da giovane  venne avviato alla carriera delle armi nell'esercito sabaudo. Nel maggio del 1680, durante la reggenza di Maria Giovanna Battista di Savoia-Nemours, fu designato quale gentiluomo di camera, ottenendo nel 1695 la gran croce dell'Ordine dei Santi Maurizio e Lazzaro. 
Nell'autunno del 1700, fece il proprio esordio alla corte di Vittorio Amedeo II di Savoia quando fu interpellato nell'ambito delle ragioni dei Savoia sui contadi di Alvernia e Clermont e sul ducato di Bretagna. Venne interpellato per la vasta conoscenza storico-giuridica che aveva, nonché per le sue notevoli capacità diplomatiche. Nel 1703, fu ambasciatore dei Savoia presso gli Stati Generali della Repubblica delle Sette Province Unite col fine di sancire un'alleanza dopo il cambio di rotta di Vittorio Amedeo II nell'ambito della guerra di successione spagnola che cambiò bandiera abbandonando i francesi, aspettandosi quindi una controreazione in Piemonte. All'Aia, il Solaro tornò nuovamente nel maggio del 1709, rimanendovi sino all'anno successivo, accompagnato da Pietro Mellarède de Bettonet, recandosi poi a Londra nel 1711 in missione straordinaria presso la regina Anna di Gran Bretagna per valutare una possibile alternativa alla risoluzione della guerra in Europa, ovvero la cessione dei possedimenti dei Savoia a Filippo V in cambio della sua rinuncia alla corona spagnola a vantaggio di Vittorio Amedeo II. L'ipotesi non si concretizzò, ma nel gennaio del 1712 il Solaro venne inviato con i suoi compagni di delegazione alle discussioni della pace di Utrecht. Nel 1713 tornò a Torino come precettore del principe Carlo Emanuele e dal giugno del 1714 divenne governatore del Monferrato, prendendo residenza a Casale.
Il suo compito nel Monferrato fu principalmente quello di pacificare l'aristocrazia ed il clero locali: anche se  sprovvisto di poteri specifici e del  carattere fermo e decisionale che la situazione avrebbe richiesto, non mancava di risolutezza. In questo incarico incontrò le resistenze del vescovo Pietro Secondo Radicati di Cocconato e Celle che voleva a tutti i costi difendere gli antichi privilegi ecclesiastici della chiesa locale. Dopo soli due mesi venne richiamato a Torino dal duca di Savoia.
Nel 1716 venne inviato come ambasciatore alla corte papale di Roma per cercare di risolvere la questione dei patrimoni ecclesiastici in Piemonte che divennero soggetti a tassazione.
Nel 1717, dopo il pensionamento del marchese di San Tommaso, il Solaro ottenne il ministero degli esteri sabaudo, il collare dell'Ordine della Santissima Annunziata e la carica di suo cancelliere. Continuò così ad occuparsi di politica estera, riformando completamente il ministero: istituì tre segreterie, una dedicata agli affari di carattere riservato, la seconda specifica per i rapporti con la Francia, l'Inghilterra ed il Sacro Romano Impero e la terza apposita per le relazioni con la Spagna, gli stati italiani e la Santa Sede. Fu il primo ad ammettere nel ministero anche dei borghesi, svincolando quindi la sola aristocrazia dall'occuparsi degli affari di stato.
Continuò a coltivare anche proficui rapporti col governo e la diplomazia inglesi anche se, ad esempio, respinse con decisione la revoca che gli inglesi avrebbero voluto del trattato di Firenze del 1669; a questa mancata concessione, il duca di Newcastle minacciò di colpire l'esportazione degli organzini piemontesi in Inghilterra. Cedette infine a fronte solo dell'enorme indotto di materia prima che la Gran Bretagna forniva annualmente all'industria tessile piemontese. 
Le sue abilità giuridiche vennero nuovamente richieste da Carlo Emanuele III di Savoia quando lo chiamò a giustificare alle corti europee le dimissioni e l'imprigionamento del precedente sovrano. Anche dopo il suo congedo nel 1732, mantenne comunque una posizione preminente nella vita politica e diplomatica piemontese, ottenendo la carica di gran ciambellano di Savoia. Dopo la firma del trattato di Torino del 26 settembre 1733, espresse le proprie preoccupazioni per la tendenza filo-borbonica presa dalla diplomazia sabauda; il tutto fu peggiorato dal Patto di famiglia sottoscritto tra Francia e Spagna il 7 novembre di quello stesso anno. Si espresse a favore di una collaborazione con l'impero austriaco per recuperare i territori che reclamava alla Spagna in cambio dell'ottenimento del ducato di Milano.
Morì a Torino il 19 marzo 1743 e fu sepolto nella chiesa dei Santi Martiri.